# Шмель-кукушка привязанный
Шмель-кукушка привязанный (Bombus bohemicus) — вид шмелей-кукушек из семейства настоящих пчёл. 

## Распространение
Палеарктика, Неарктика до границ с Арктикой и с Ориентальной областью.

## Описание
Длина тела самцов 12—18 мм; длина тела самок 14—20 мм. Хоботок короткий. На последней паре ног отсутствует типичный для шмелей аппарат для сбора пыльцы, который необходим, чтобы прокормить личинок. Клептопаразит у Bombus lucorum, Bombus distinguendus, Bombus terrestris и других видов. Собственных гнёзд не строит, яйца и личинки развиваются в гнёздах других видов шмелей. 